# شانه‌گون‌واران
شانه‌گون‌واران (نام علمی: Pectinoidea) نام یک بالاخانواده از راسته چروک‌صدف‌سانان است.